# 欧余军
欧余军（1970年11月—），男，汉族，广西合浦人，中华人民共和国政治人物。现任广西壮族自治区文化和旅游厅厅长，致公党中央常委，致公党广西区委会主委。第十四届全国政协委员。